# 云南羊角拗
云南羊角拗（学名：Strophanthus wallichii）是夹竹桃科羊角拗属的植物。分布于印度以及中国大陆的云南等地，生长于海拔550米至1,000米的地区，常生长在山地杂林中及路旁灌木丛中，目前已由人工引种栽培。